# Cerro Azul (Paraná)
Cerro Azul is een gemeente in de Braziliaanse deelstaat Paraná. De gemeente telt 18.660 inwoners (schatting 2009).

## Aangrenzende gemeenten
De gemeente grenst aan Adrianópolis, Bocaiuva do Sul, Castro, Doutor Ulysses, Rio Branco do Sul, Tunas do Paraná, Itapirapuã Paulista (SP) en Ribeira (SP).